# 凌铁大桥
凌铁大桥，是位于中国广西壮族自治区南宁市的一座公路桥梁，连接青秀区和江南区，于2004年12月16日开工建设，2013年8月27日建成通车。